# ロ・スケッジャ

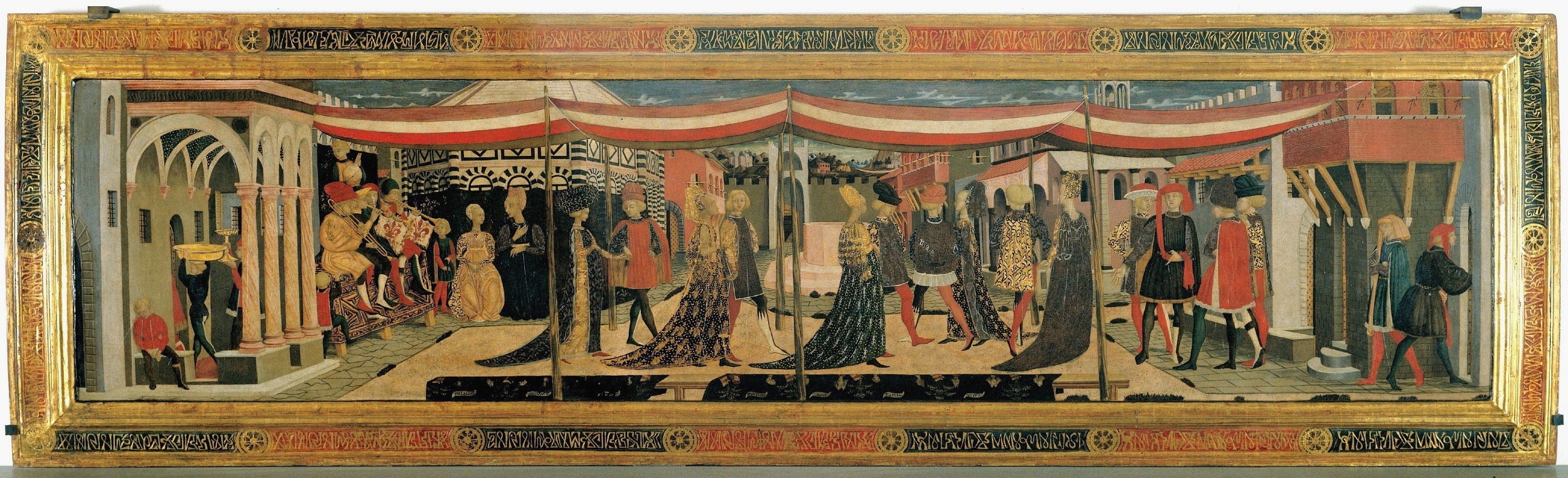
ロ・スケッジャが制作したCassone（長持ち画:家具の装飾画）

「ロ・スケッジャ（Lo Scheggia）」または「スケッジャ」として知られるジョヴァンニ・ディ・セル・ジョヴァンニ（Giovanni di Ser Giovanni、1406年 - 1486年）はイタリアの画家である。より有名な画家、マサッチオの弟である。協会の祭壇画やメディチ家などのための家具などの装飾画を描いた。

## 略歴
トスカーナのサン・ジョヴァンニ・ヴァルダルノで生まれた。兄の、マサッチオ(1401-1428)は15世紀前半を代表する画家の一人とされている。ロ・スケッジャが生まれた年に父親は亡くなり、母親は再婚し、1417年に家族はフィレンツェに移った。1420年から1421年の間、フィレンツェの有力な画家ビッチ・ディ・ロレンツォ(Bicci di Lorenzo: 1373-1452)の工房で働いたとされる。
1426年にピサで働いていた記録があり、兄のピサでの仕事を手伝っていたと考えられている。1428年に兄が急死した後、1429年にフィレンツェに工房を開き、1430年に画家の組合、Compagnia di San Lucaに入会した。後に画家も入会するフィレンツェのギルド、「Arte dei Medici e Speziali」にも加入した。
1436年から1440年の間、フィレンツェ大聖堂の聖具室の装飾を行い、この時期には教会の祭壇画や壁画を描くだけでなく家具（デスコ・ダ・パルト:誕生盆と呼ばれる新生児の食事を運ぶため盆やCassone（長持ち）と呼ばれる家具）の装飾の仕事もした。
1449年に後にメディチ家最盛時の当主となるロレンツォ・デ・メディチが生まれた時のデスコ・ダ・パルトに「名声の凱旋」という絵を描きこの作品は現在、ニューヨークのメトロポリタン美術館に収蔵されている。
1486年に亡くなり、フィレンツェのサンタ・クローチェ聖堂 (フィレンツェ)サンタ・クローチェ聖堂に葬むられた。

## 作品

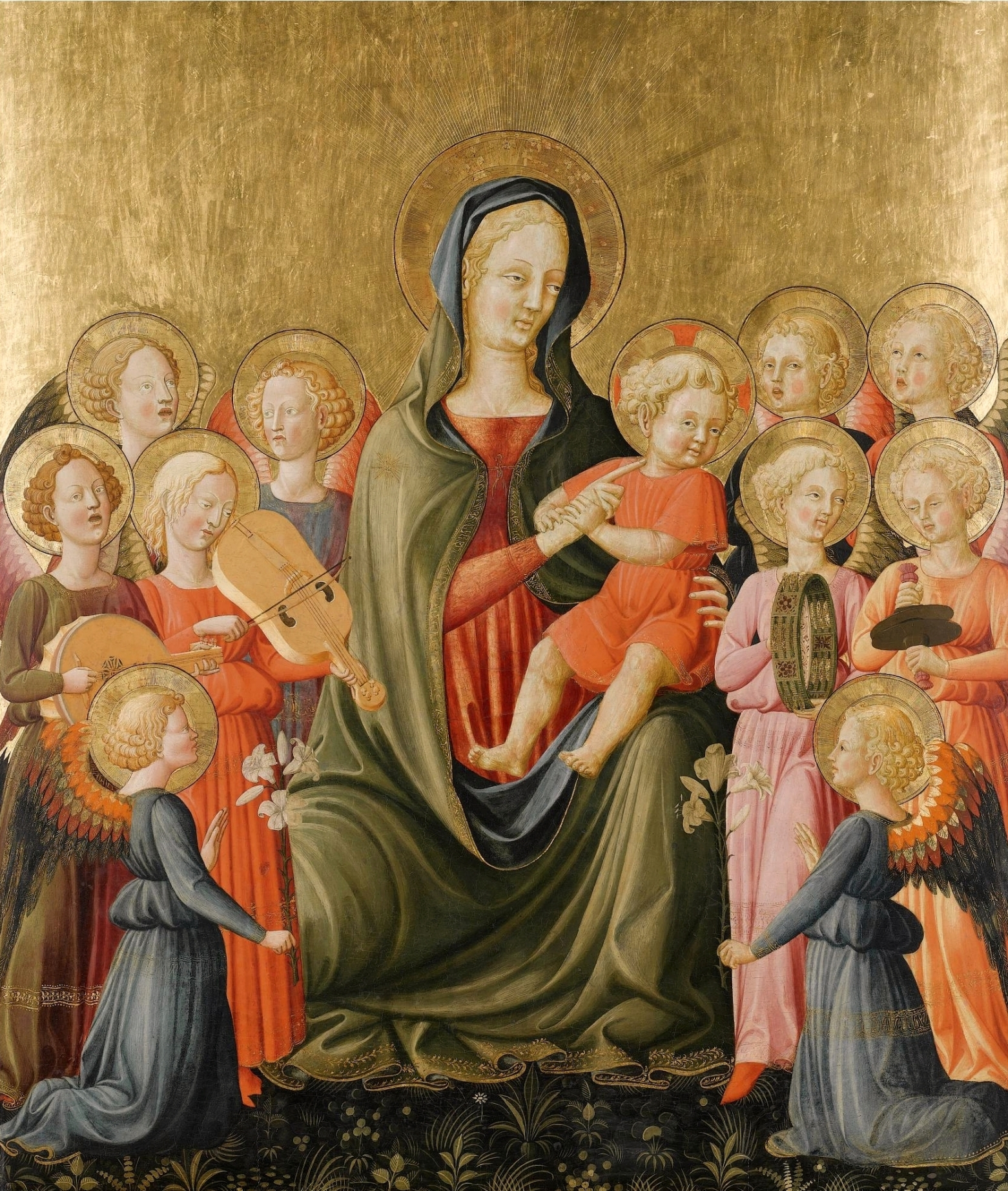
聖母子と天使
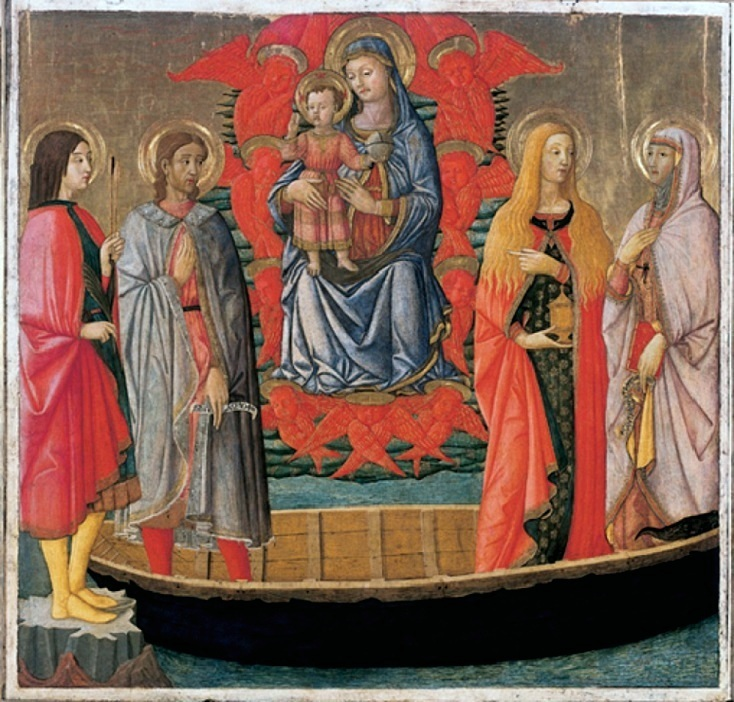
聖母子
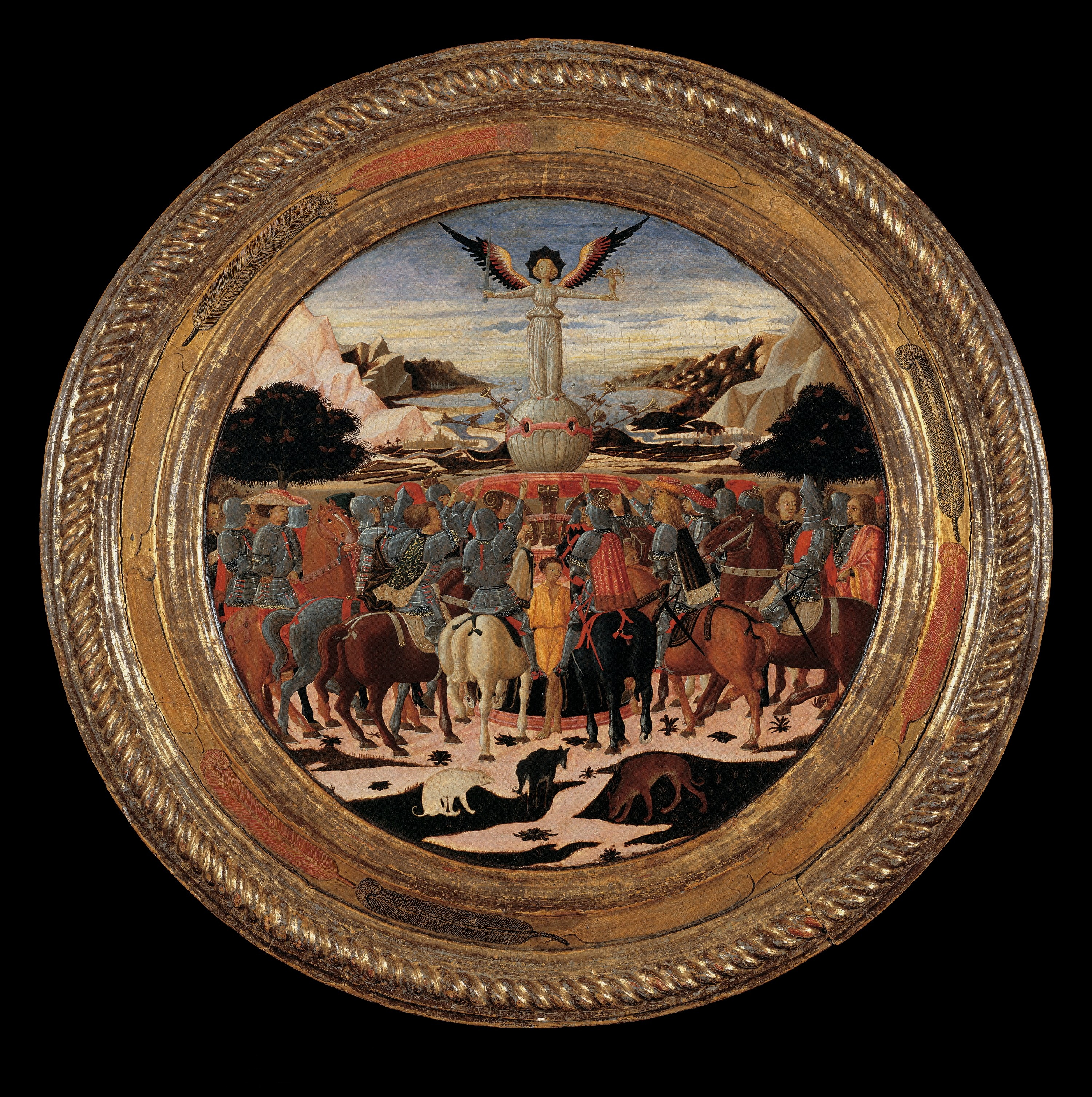
「名声の凱旋」（デスコ・ダ・パルト） メトロポリタン美術館蔵